# Măgura, Constanța
Măgura este un sat în comuna Cerchezu din județul Constanța, Dobrogea, România. Se află în partea de sud a județului, în Podișul Negru Vodă. În trecut s-a numit Dokuz Agaç ("Nouă copaci"), românizat în Docuzaci/Dokuzağaç.
La recensământul din 2002 avea o populație de 148 locuitori, toți români.
În secolul al XIX-lea, populația era majoritar islamică, dar ea s-a retras înspre Turcia în mai multe valuri succesive, începând de după războiul de independență și până în anii 1930, când Mustafa Kemal Ataturk a oferit diverse avantaje turcilor din Balcani care emigrau în republica instaurată de el.

## Arabii din Măgura
Aici și în alte patru localități înconjurătoare au fost colonizați prin 1834 de către un pașă Hasan , arabi originari din Siria, care erau foarte apreciați pentru priceperea lor de a practica agricultura în condiții de secetă. Recensământul otoman din 1850 raportează 145 de arabi (0,9%) în Dobrogea, însă numărul lor a crescut simțitor după această dată. În 1861, geograful francez Guillaume Lejean menționa faptul că în timpul călătoriei sale prin Peninsula Balcanică efectuată în anul 1854, una din aceste așezări, Arab-Köi, era deja abandonată, restul așezărilor bucurându-se însă de o oarecare prosperitate. În 1878 Dobrogea este divizată între România și Bulgaria, iar noua frontieră străbătea spațiul locuit de arabi. După această dată, așzările arabe încep să decadă, iar o parte din populație emigrează către Imperiul Otoman. Câteva decenii mai târziu, în 1913, antropologul elvețian Eugène Pittard menționează că aceste colonii s-au dizolvat și reușește să mai găsească în zonă doar o rămășiță de 14 arabi, toți bărbați. În urma analizelor antropologice, Pittard a concluzionat că o parte a acestora aveau influențe rasiale negroide și pune această situație în legătură cu faptul că populația arabă din jurul Mării Roșii prezintă deseori influențe rasiale negroide, ca o consecință a comerțului cu sclavi africani practicat aici în trecut și a asimilării acestora de către populația arabă majoritară. Pittard concluzionează că este foarte posibil ca o parte a arabilor dobrogeni să aibă strămoși orginari din această zonă. Ulterior, ultimii arabi dobrogeni au fost asimilați de populația musulmană conlocuitoare.